# 소닉 대시 2
《소닉 대시 2》(Sonic Dash 2: Sonic Boom)는 2015년 7월 1일 안드로이드용으로, 2015년 8월 18일 iOS용으로 출시된 소닉 더 헤지호그 시리즈의 게임이다. 이 게임은 소닉 대시와 비슷한 게임 구조를 갖추고 있으나, 소닉 붐: 라이즈 오브 리릭과 동일한 캐릭터들로 구성되어 있다. 그 외에도 소닉 컬러즈의 위스프 같은 '스프라이트'가 있으며, 팀을 이루고 게임 도중에 플레이하는 캐릭터를 바꾸어 적용시킬 수 있다. 현재 한국 시장에는 나와 있지 않다가 나왔다